# 桐谷直葉
桐谷直葉（日语：／ Kirigaya Suguha），虛擬世界的用戶名為「莉法（ Leafa）」，是日本小說家川原礫輕小說《刀劍神域》及其衍生作品的女角色。在以《刀劍神域》為主的諸多系列作裡作為主角或重要角色登場。

## 人物
和人的妹妹，實際上真實身份為表妹，被和人暱稱「小直」。2009年4月19日出生，初登場時（2024年）為15歲，現在（2026年10月）為17歲。
「妖精之舞篇」的女主角，與西莉卡、莉茲貝特、露科絲／黑同為外傳《刀劍神域 女孩任務》的主角。

### 形象
在ALO和新生ALO中的角色為風精靈。
在UW中，由於莉法表現活躍，而於異界戰爭結束後被謝達與闇之國軍隊稱為「綠之劍士」。

### 性格

#### 人格和行為
和人被關在SAO後，開始對兩人之間的冷漠關係感到後悔。聽到和人正在SAO最前線奮戰的消息而燃起希望，盡心盡力的照顧他的身體。為了更瞭解和人，開始踏入自己討厭的虛擬世界。

### 天賦
外表看起來運動神經發達，但在現實世界或虛擬世界都不懂游泳和在水上或水中進行的活動。擅長劍道，從小毫不間斷地揮舞了8年竹刀，是在國中時擠進全國前8名、僅僅高中一年級就獲選參加全國大賽的好手。

#### 戰鬥
在ALO中是風精靈內排名前五名的實力玩家。戰鬥風格以單手長劍技能與雙手劍技能為主，且會結合現實中的劍術，其身手較愛麗絲靈活。在ALO中還會使用魔法和飛行能力，並持有混種劍；在UW中能使用超級帳號03「地母神提拉利亞」的權限「無限制自動回復（天命）」和神器「青翠靈魄」，其實力被半獸人族譽為足以殺死闇之國皇帝，異界戰爭後還讓「地母神提拉利亞」被UW的居民稱為「劍神」。

### 人際關係
小時候與和人是感情很好的兄妹，因為和人的緣故開始學習劍道。在和人想放棄劍道而被祖父責罵時，哭喊着自己會連哥哥的份一起努力而持續劍道至今。但在和人放棄劍道而迷上電腦後，兄妹間漸漸不太講話。SAO事件發生後，得知和人不是自己的親哥哥而是表哥，在懂事前因姨父、姨母車禍死亡而被自己家收為養子。

## 劇情表現
2024年
2025年
1月19日，與和人於家中的道場比試。之後，安慰鼓勵意志消沉的和人。
1月20 - 22日，遭火精靈集團獵殺時被桐人搭救，在雙方都沒有發現對方真正身分的情況下，莉法教導還是ALO新手的桐人基礎知識與自力飛行的訣竅，並自告奮勇擔任桐人前往世界樹的導遊。遊戲內不斷被一起冒險的桐人吸引，在現實世界也有如潰堤般發覺自己對和人的心意。了解到和人和明日奈的羈絆與「桐人」就是「和人」後，非常消沉與自責。受到同班同學長田鼓勵後才鼓起勇氣重新面對和人，和桐人再次挑戰世界樹。
4月10日，直葉贈送自行車給和人。
12月14日，與夥伴們在ALO內觀看GGO「第3屆BoB大賽」實況轉播時，得知死槍是前SAO公會「微笑棺木」的生還者。
12月28日，跟隨著桐人、亞絲娜、克萊因、西莉卡、莉茲貝特、詩楠等人攻略聖劍任務。
2026年
3月，明日奈、里香、珪子與直葉四人一起到京都旅行。
4月，和人等人從SAO歸還者學校獲得AR裝置「Augma」。由於直葉不是SAO歸還者學校的學生，而請求家人購買「Augma」。
4月，熱衷於「Augma」的AR遊戲OS和相關活動，還以OS的優惠使用健身房的服務。之後，因學校劍道部的合宿活動而無法參與OS的活動。其後桐人為了奪回明日奈等人的記憶而拼命地提升OS排名，決定把自己練習劍術的影片供給桐人參考。
4月29日，在劍道部合宿期間透過結衣的幫助，與部分新生ALO、GGO玩家們一起登入SAO中參與100層Boss的攻略。
6月29日（動畫版為6月28日），和人被金本敦注入藥物「琥珀膽鹼」而心跳曾停止數分鐘過，送醫搶救而撿回一命。
6月30日（動畫版為6月29日），和人轉院後從病房中消失。
7月1日（動畫版為6月30日），與明日奈等人一起尋找失蹤的和人。
7月7日，從結衣口中得知Ocean Turtle遭受美國傭兵部隊襲擊一事，且傭兵誘騙美國玩家介入 Underworld中人界與暗黑界之間大型戰爭的計劃。之後在結衣的指示下，與詩乃趕到RATH六本木分部與菊岡取得聯絡，其後使用STL六號機與菊岡所給予的超級帳號03「地母神提拉利亞」潛行UW以參與大戰。
人界曆380年
11月8日，因六號機為剛完成的新型機（動畫版改為未完成）且有點問題，而於潛行後與詩乃失散並被傳送至闇之國軍隊附近。拯救利魯匹林後，與他率領半獸人族軍隊共同奮戰，並救下被美國玩家們所圍攻的拳鬥士部隊與整合騎士謝達等人。桐人使用「夜空之劍」的記憶解放術時將自己的心念力量傳達給他，支援他對抗加百列。後來因衛星線路無法跟上極限加速的速度而被強制登出。
8月16日，和人出院後因他仍無法接受尤吉歐的去世而放聲大哭時，不但安慰和人，並聆聽他於UW中約兩年間的經歷。
8月17日，愛麗絲在桐谷家住宿時，與家人招待愛麗絲。

### 電子遊戲版
在PSP/Vita遊戲原創劇情裡，使用NerveGear並使用ALO的帳號登入SAO，然後與桐人和亞絲娜相遇。

## 裝備和技能

### 裝備
| 裝備名稱 | 所屬世界   | 備註 |
| -------- | ---------- | --- |
|          | ALO        | |
| 青翠靈魄 | UW         | 莉法在UW的主要武器，超級帳號03「地母神提拉利亞」所屬的長刀型GM裝備。似乎具備將斬擊的範圍極度擴大的效果。                             |
|          | 新生ALO→UR | 莉法在新生ALO的主要武器，混種劍，被強制轉移到UR後因角色數值被系統重置，使其暫時無法使用。                                            |
|          | UR         | 莉法在UR的主要武器，原為為桐人的單手長劍「黑色鞭痕」，但在UR中為了製造可以在現等級使用的裝備，所以溶掉了並由莉茲貝特親手打造而成的。 |